# El Bellot
El Bellot és un edifici del municipi de les Preses (Garrotxa) inclosa en l'Inventari del Patrimoni Arquitectònic de Catalunya.

## Descripció
Es tracta d'un edifici civil de petites dimensions amb teulada a dues vessants, orientada a Sud. El material de la casa és pobre. Les parets són corbes i irregulars, sobretot la paret del darrere de la casa. Davant l'edifici hi ha dues cabanes, una d'elles afegida a l'edifici.
La casa té dos cossos, un simètric i l'altre afegit. A la banda dreta sobresurt un forn que ja no s'utilitza. Al costat de la llar de foc hi ha una caldera.

## Història
Documentada per primera vegada el 1105. També, en una llista de caps de casa reunits a la plaça de Les Preses per testificar l'arrendament de la batllia de Les Preses a Esteve Collferrer hi figura el nom de Mateu Serra arrendatari de Mas Bellot el 4 de juliol de 1560.
Tenint una antiga història, no ha sofert una transformació al llarg del temps i és una casa amb pocs elements estilístics.